# Chi-X
Die Chi-X Europe Limited (kurz Chi-X) ist ein Multilaterales Handelssystem (MTF) mit Sitz in London, das bis zum Verkauf an Nasdaq Inc. mehrheitlich zu Instinet, einer Tochtergesellschaft der japanischen Bankengruppe Nomura Holdings, gehörte.

## Hintergründe
Die ersten Aktien wurden am 30. März 2007 über Chi-X gehandelt. Seit dem Start am 29. März 2007 übernimmt dabei European Multilateral Clearing Facility (EMCF) das Clearing für die gehandelten Kontrakte. Seit Juni 2008 ist auch die Deutsche Bank an das Handelssystem Chi-X angeschlossen.
Im Mai 2009 bestätigte LCH.Clearnet, dass sie ebenfalls den Start von Clearingdienstleistungen für Chi-X planen.
In Kanada firmiert die Unternehmensgruppe als Chi-X Canada.

### Eigentümerstruktur
Am 18. Februar 2011 verkündete BATS die Übernahme von Chi-X Europe. Ursprünglicher Gründer und ehemaliger Haupteigentümer von Chi-X ist Instinet, eine Tochtergesellschaft der japanischen Bankengruppe Nomura Holdings. Daneben besaßen seit Dezember 2007 die Investmentbanken und Broker BNP Paribas, Citi, Credit Suisse, Fortis, Goldman Sachs, Lehman Brothers (bis 2008), Merrill Lynch, Morgan Stanley, Société Générale, UBS, Citadel (Chicagoer Hedge-Fund), Optiver (Händler) und Getco Europe (Händler) größere Anteile.